# Обзор русских газет (газета)
«Обзор русских газет» — немецко-русская газета, издававшаяся в оккупированном Пскове в конце Второй мировой войны. Выходила на немецком и русском языках. Публиковалась под двумя названиями «Обзор русских газет» и «Russische Pressespiegel».
Газета начала выходить весной 1944 года. Публиковала обычные для оккупационной газеты материалы: хроника военных действий, состояние советской армии, экономические успехи Германии, восстановление хозяйства оккупированных земель, культура, обучение и воспитание молодежи, история, коллаборационизм, антисемитизм. Первая и вторая страницы газеты были немецким переводом русских статей, напечатанных на третьей и четвёртой странице, причём первая русская страница с заголовком была на четвёртой странице. На немецкой странице было сказано, что перевод должен служить «zur Unterrichtung der Einheitsfűhrer űber den wesentlichsten Inhalt der russischen Presse» (для обучения руководителей соединений сущности содержания русской прессы).
Отдел пропаганды, в целях пропаганды, должен был делать вид, что всё в порядке и что германская армия непобедима. В «Обзоре» давались заметки из газеты «За Родину», из журнала «Новый Путь» и газеты «Северное слово», которая издавалась в Эстонии тем же Отделом пропаганды Север, но в Латвии в продажу не поступала.
Газета перестала выходить в июле 1944 года.